# Yelnia
Yelnia (en ruso: Е́льня) es una ciudad rusa, capital del distrito homónimo en la óblast de Smolensk. Se sitúa sobre el río Desná a 82 km de Smolensk.
En 2021, el territorio de la ciudad tenía una población de 8801 habitantes, de los que 8629 vivían en la propia ciudad y el resto en sus diez pedanías.

## Historia

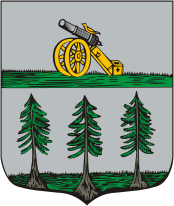
Escudo de la ciudad (año 1780).

Se menciona por primera vez en documentos de finales del siglo XII - principios del siglo XIII.
Yelnia obtuvo el título de ciudad en 1776. En 1941 aquí se desarrolló la Ofensiva de Yelnia.

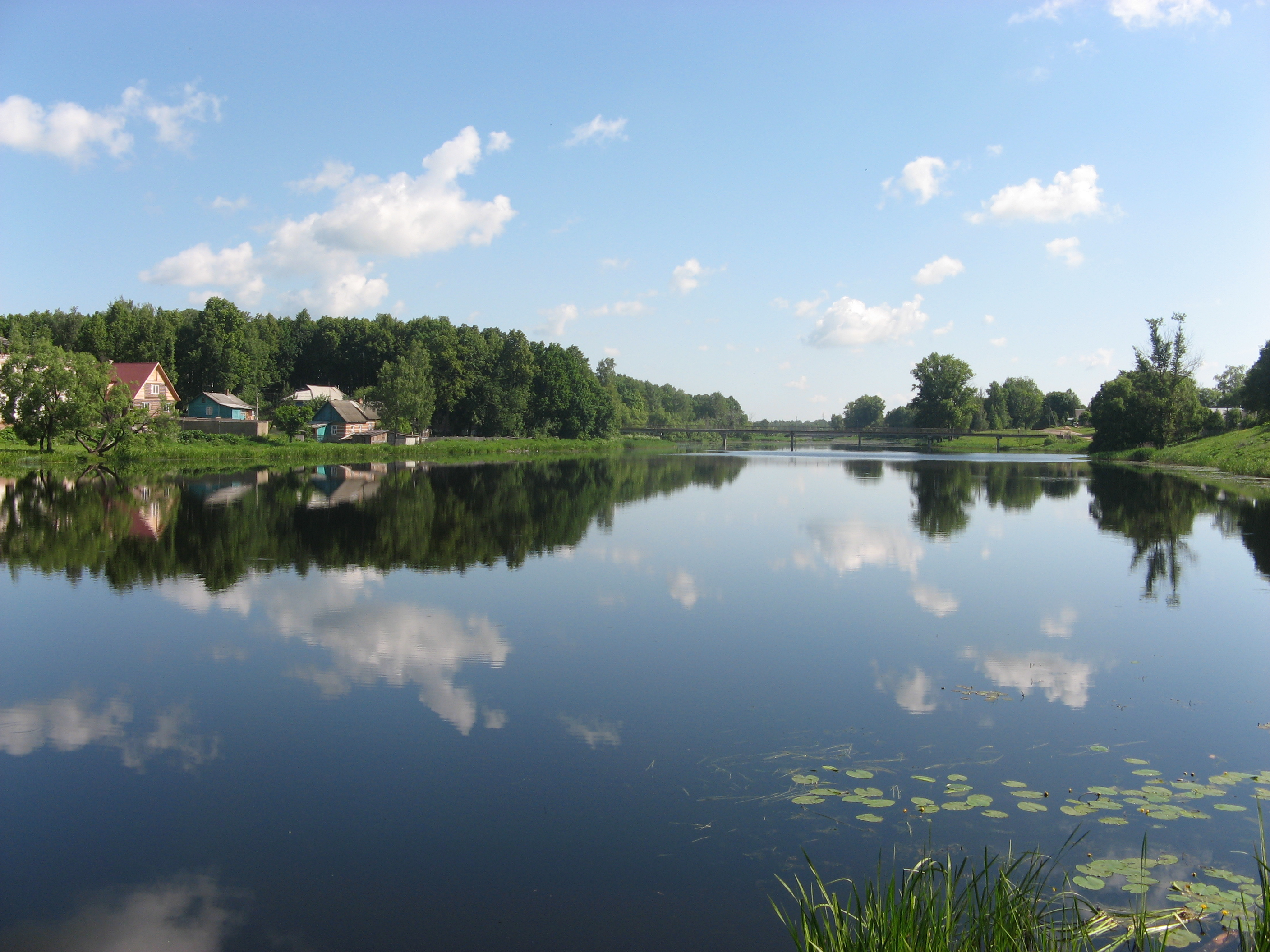
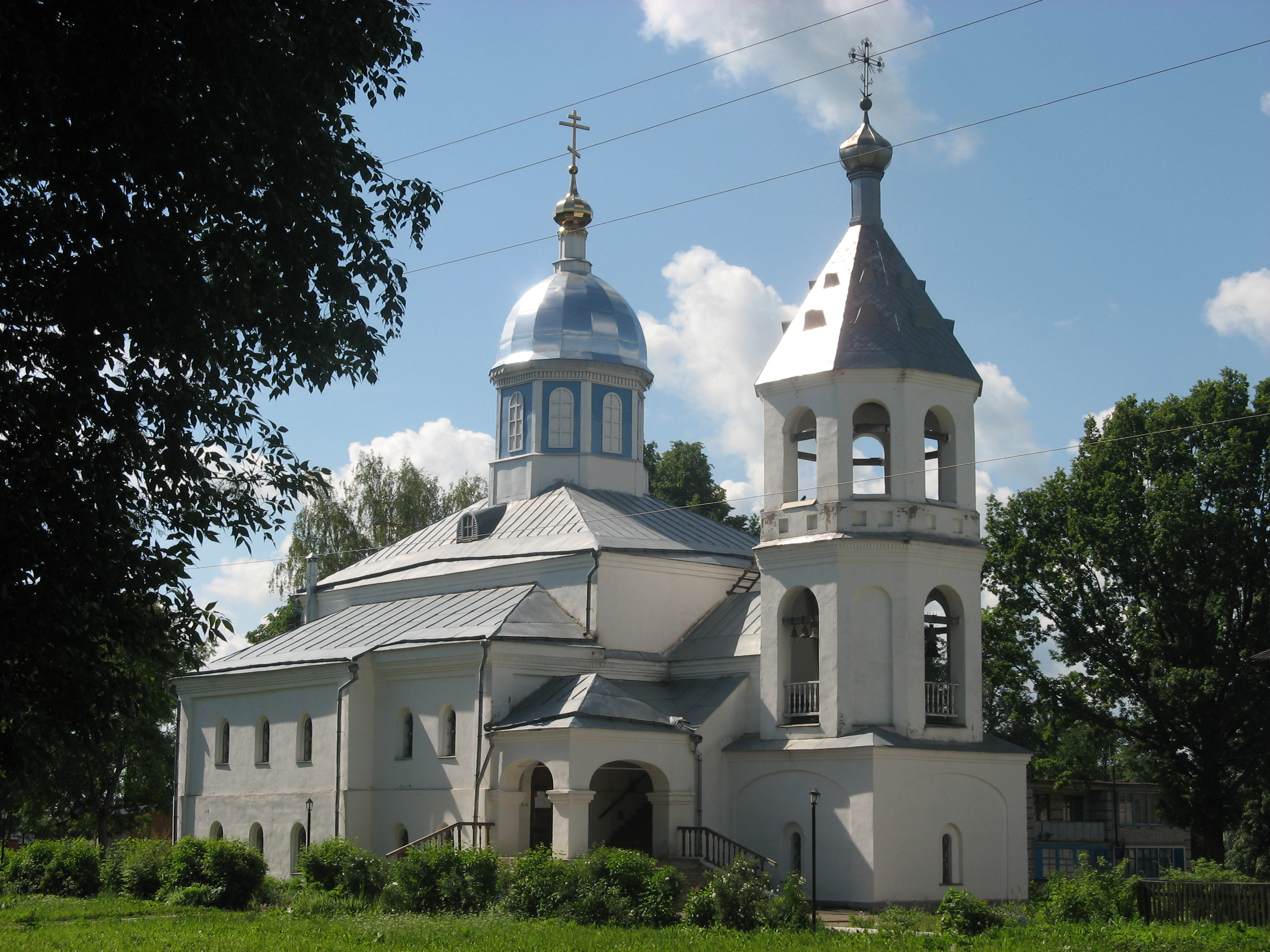
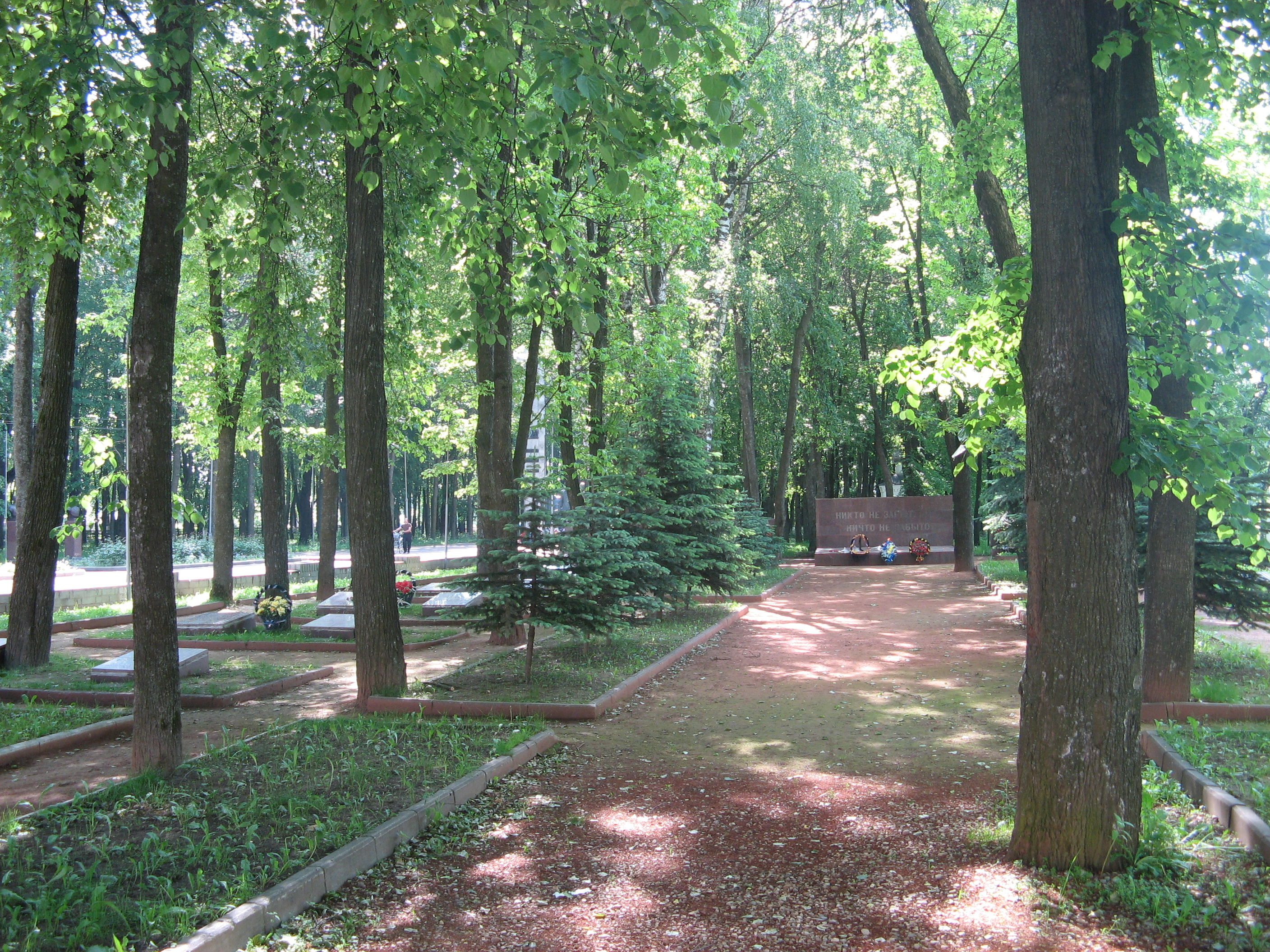
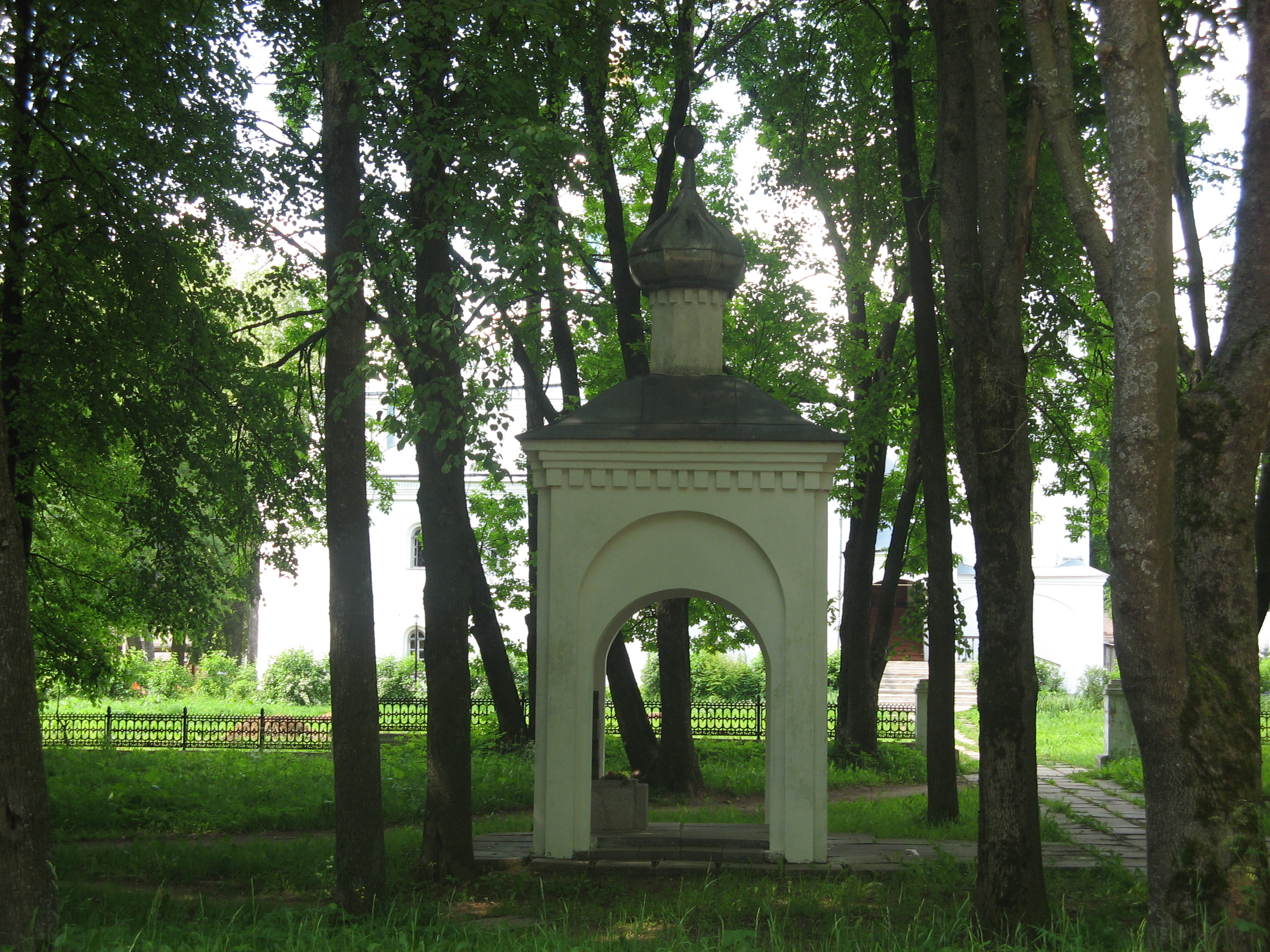
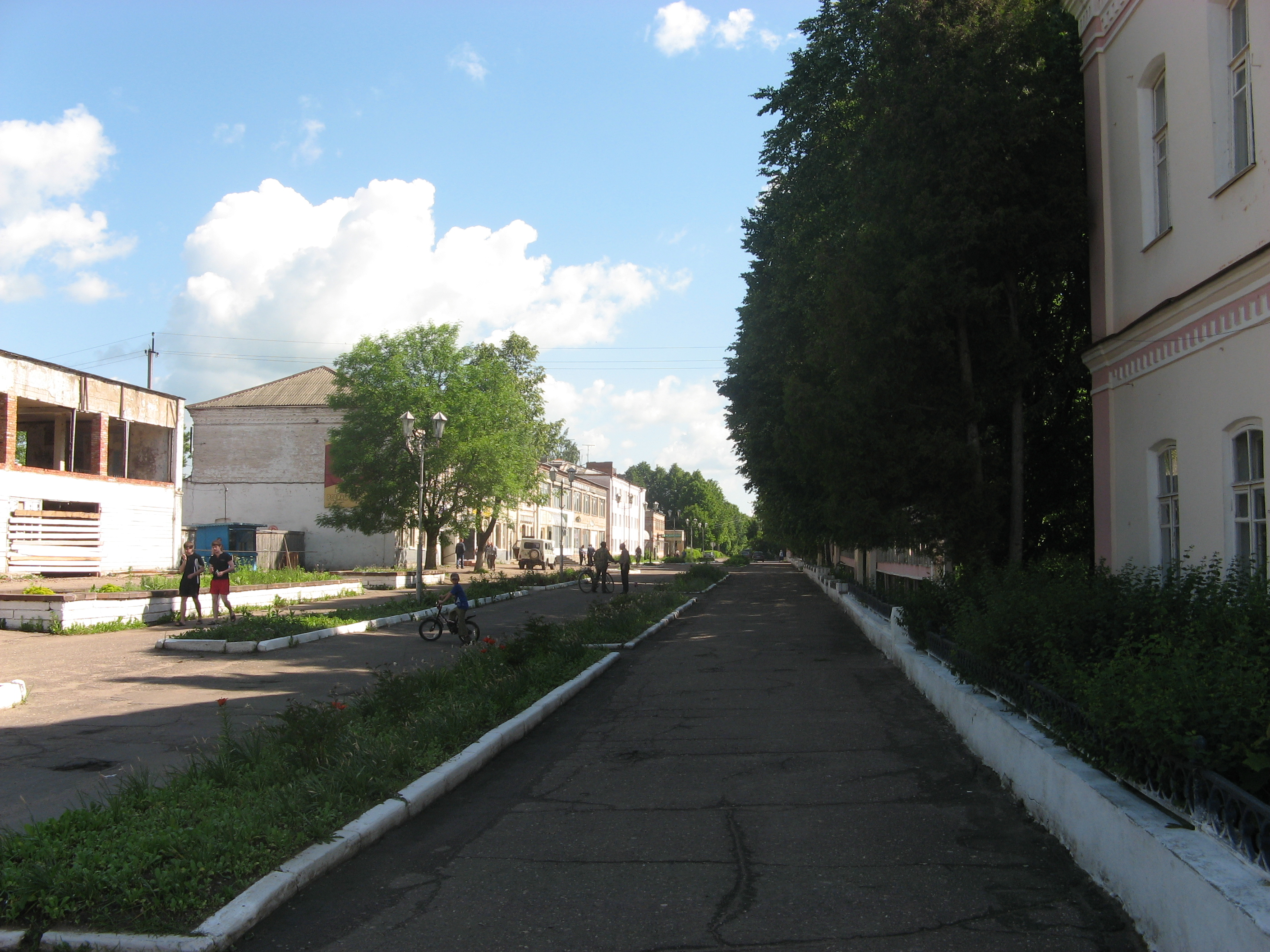
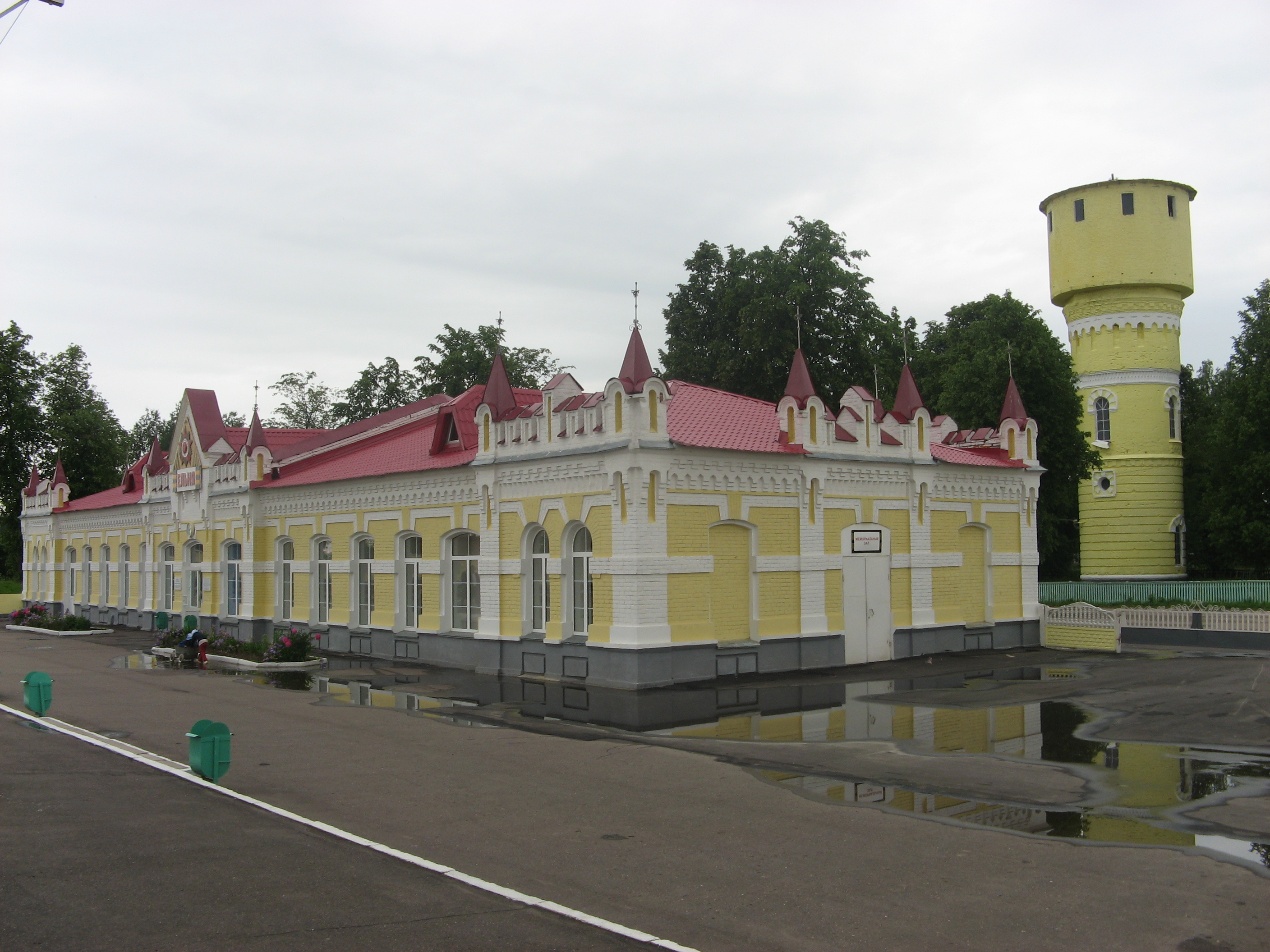